# Пощенски списък
Пощенският списък (на английски: Mailing list) е списък от имена и адреси. Използват се от физическо лице или организация с цел да се изпраща материал на множество получатели. Най-често това са абонаменти за списания, новини, магазини или клубове. Терминът се използва както в обикновената, така и в електронната поща.

## Видове
Пощенският списък можем да го разделим на два основни вида: оповестяващ и дискусионен списък. Първият тип е най-срещан, при него получателите получават абонаменти за бюлетини, периодични издания или реклама. Първоначално се е използвал само в обикновената поща, но с популяризирането на имейлите се появява и електронния пощенски списък. Вторият тип позволява на хората да публикуват свое собствено съдържание, което се предава на всички останали членове от пощенския списък.

## Електронен пощенски списък
Електронният пощенски списък или имейл списък позволява широко разпространение на информация чрез използването на електронната поща. Тя е подобна на традиционния пощенски списък, но вместо реални адреси се използват имейл адресите на абонатите.
Електронните пощенски списъци обикновено са напълно или частично автоматизирани чрез използването на специален софтуер за пощенски списъци. Чрез своята електронна поща хората могат да се абонират, да се отпишат и да променят предпочитанията за абонаментите си. За да стане това абонатът трябва да изпрати имейл, който съдържа командата, последвана от името на електронния пощенски списък.
Сървърите с електронни пощенски списъци могат да бъдат настроени да препращат съобщения до абонати на определен пощенски списък или поотделно. Някои пощенски списъци позволяват на отделните абонати да решат как те предпочитат да получават съобщения от сървъра за списъци (индивидуален или обобщен).

## Друга информация
В легитимните (неспам) пощенски списъци, физическите лица могат да се абонират или да се отпишат сами.
Пощенските списъци често се наемат или продават. Ако се наеме, наемателят се съгласява да използва пощенския списък само за определено време. Собственикът на пощенския списък обикновено налага това чрез „осоляване“ в пощенския списък с фалшиви адреси всеки път, когато списъкът се наеме. Безсъвестните наематели могат да заобиколят това, като наемат няколко списъка и ги обединяват, за да намерят общи, валидни адреси.
Съществуват брокери за пощенски списъци, които помагат на организациите да наемат своите списъци. За някои собственици на списъци, като благотворителни групи, списъците могат да бъдат някои от най-ценните им активи, а брокерите им помагат да увеличат стойността на техните списъци.
Основното предимство на пощенския списък пред уеб-базираната дискусия е, че когато новото съобщение стане достъпно, то веднага се изпраща в пощенските кутии на получателите.